# Limoncito, Bolivia
Limoncito är en ort i Bolivia.   Den ligger i departementet Santa Cruz, i den centrala delen av landet, 230 km nordost om huvudstaden Sucre. Limoncito ligger 551 meter över havet och antalet invånare är 3 622.
Terrängen runt Limoncito är platt åt sydost, men åt nordväst är den kuperad. Limoncito ligger nere i en dal. Närmaste större samhälle är La Guardia, 17,8 km nordost om Limoncito.
Omgivningarna runt Limoncito är huvudsakligen savann. Runt Limoncito är det tätbefolkat, med 297 invånare per kvadratkilometer.